# 베스퍼
《베스퍼》(Vesper)는 2022년 개봉한 영화이다.

## 출연

### 주연
- 라파엘라 채프먼 : 베스퍼 역

### 조연
- 에디 마산 : 요나스 역
- 로지 매큐언 : 카멜리아 역
- 리처드 블레이크 : 다리우스 역
- 에드먼드 덴 : 엘리아스 역